# Annagul Annakulijeva
Annagul Annakulijeva (ryska: Аннагуль Аннамурадовна Аннакулиева, Annagul Annamuradovna Annakulijeva, turkmeniska: Annagul Annakuliýeva), född 31 december 1924 i Gasankuli i provinsen Balkan, död 18 juli 2009 i Asjgabat, var en turkmenisk operasångerska och filmskådespelerska.

## Biografi
Annakulijeva började sjunga vid den turkmeniska opera- och baletteatern i Asjgabat, Turkmenska SSR år 1941. Hon spelade där huvudrollen i operan Zohre och Tahyr. Under sin karriär spelare hon i hela Sovjetunionen och under sin karriär spelade hon även i ett antal sovjetfilmer, av vilka några regisserats av hennes make Alty Garlijev. Annakulijeva utsågs även till folkets artist i Sovjetunionen år 1955.
År 2001 bannlyste officiellt den turkmeniske presidenten Saparmurat Nijazov all form av opera i landet. Dock hävde dennes efterträdare, Gurbanguly Berdimuhamedow, förbudet år 2008.
Annakulijeva avled den 18 juli 2009 i Turkmenistans huvudstad Asjgabat, vid 84 års ålder, efter långvarig sjukdom.

## Filmografi
- 1963 – Slutjaj v Dasj–Kale
- 1963 – Sjachsenem i Garib
- 1971 – Za rekoj – granitsa